# Cardiocondyla zoserka
Cardiocondyla zoserka là một loài kiến thuộc họ Formicidae. Đây là loài đặc hữu của Nigeria.